# Au feu !
Pour plus de détails, voir Fiche technique et Distribution.
Au feu ! (Gori vatra) est un film bosnien réalisé par Pjer Zalica, sorti en 2003.

## Synopsis
L'histoire se déroule à Tešanj, deux ans après la guerre de Bosnie-Herzégovine. La ville se délite sous l'effet de la corruption, de la prostitution et du crime organisé. On annonce aux autorités locales que le président américain Bill Clinton doit y venir en visite et que doit être en ordre.

## Fiche technique
- Titre : Au feu !
- Titre original : Gori vatra
- Réalisation : Pjer Zalica
- Scénario : Pjer Zalica
- Musique : Saša Lošić
- Photographie : Mirsad Herovic
- Montage : Almir Kenovic
- Production : Ademir Kenović et Zijad Mehic
- Société de production : Refresh Production, Novotny & Novotny Filmproduktion, Ciné-Sud Promotion, Istanbul Film, RTV Bosnia-Herzegovina et Radio-televizije Federacije BiH
- Société de distribution : Les Films du Safran (France), Global Film Initiative (États-Unis)
- Pays :  Bosnie-Herzégovine,  Autriche,  Turquie et  France
- Genre : comédie dramatique
- Durée : 105 minutes
- Dates de sortie : 
  -  Bosnie-Herzégovine : 15 août 2003 (Festival du film de Sarajevo)
  -  France : 28 avril 2003

## Distribution
- Enis Beslagic : Faruk
- Bogdan Diklic : Zaim
- Sasa Petrovic : Husnija
- Izudin Bajrovic : Mugdim
- Jasna Zalica : Hitka
- Senad Basic : Velija
- Admir Glamocak : Hamdo
- Emir Hadzihafizbegovic : Stanko
- Fedja Stukan : Adnan
- Gordana Boban : Prevodilica
- Aleksandar Seksan : Pic

## Distinctions
- Festival international du film de Locarno 2003 : Léopard d'argent[1]